# Simulium touffeum
Simulium touffeum es una especie de insecto del género Simulium, familia Simuliidae, orden Diptera.

## Distribución
Se distribuye por Kenia y Uganda.

## Taxonomía
Fue descrita científicamente por Gibbins, 1937.